# Oleksa Borkanjuk

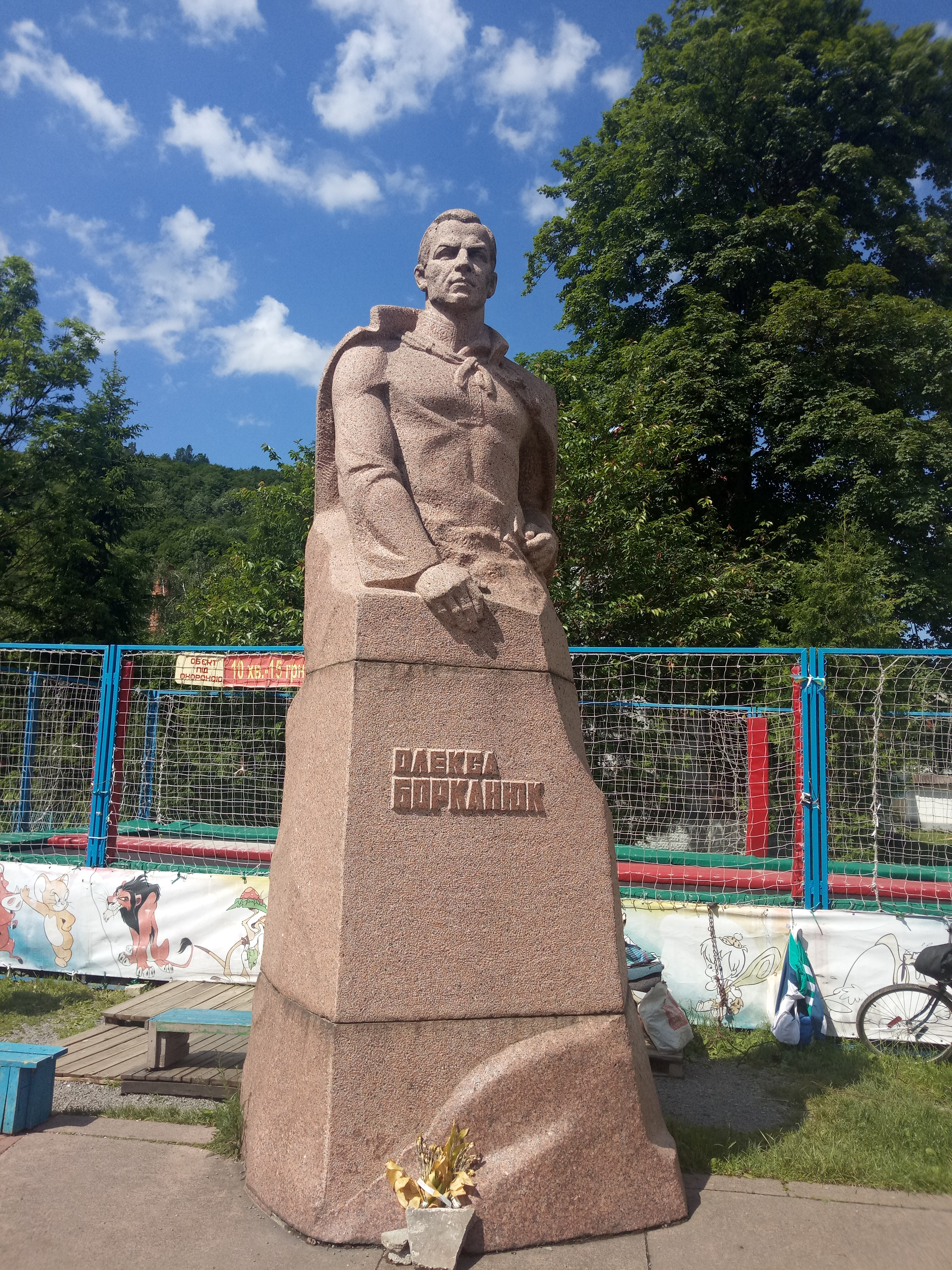
Denkmal für Oleksa Borkanjuk in Rachiw

Oleksa Oleksijowytsch Borkanjuk (ukrainisch Олекса Олексійович Борканюк * 11. Januar 1901 in Jassinja; † 3. Oktober 1942 in Budapest) war ein sowjetisch-ukrainischer Journalist, Politiker und Partisan. 

## Leben
Er absolvierte eine Handelsschule in Mukatschewo und 1925 eine Handelsakademie in Uschhorod. Von 1926 bis 1929 studierte er an der Fakultät für Journalismus der Kommunistischen Universität in Charkiw und arbeitete von 1929 bis 1931 als Sekretär des Regionalkomitees des Komsomol. Von 1933 bis 1939 war er Sekretär des Transkarpatischen Regionalkomitees der Komunistická strana Československa. Von 1935 bis 1938 war er Abgeordneter des tschechoslowakischen Parlaments. Er war Redakteur der Zeitschriften Karpatska Prawda (1929–1933) und Arbeiterjugend (1930–1936).
Borkanjuk war gegen die Besetzung der Karpatenukraine durch Ungarn und setzte sich für den Schutz der Muttersprache und Kultur der Ukrainer ein. Seine Ansichten zur Karpatenukraine äußerte er im Artikel „Zur Lage der Transkarpatischen Ukraine am Vorabend der Besetzung durch das Hortistische Ungarn“ (1940). 1939 emigrierte er in die Sowjetunion. 1941 trat er der sowjetischen Armee bei. 1942 wurde er in die Karpaten entsandt, um eine Partisanen- und Untergrundbewegung zu organisieren. Am 12. Februar 1942 wurde er von den Deutschen verhaftet. Er wurde in einem Budapester Gefängnis von der ungarischen Polizei hingerichtet.
1965 wurde ihm posthum der Titel Held der Sowjetunion verliehen. In Rachiw wurde ein Denkmal für ihn errichtet. In Uschhorod und Mukatschewo sind Straßen nach ihm benannt. An seinem Wohnhaus wurde eine Gedenktafel angebracht.